# Sipan Chiraz
Sipan Chiraz (en arménien : Սիփան Շիրազ, Erevan, 1967-ibidem, 25 juin, 1997) était un poète, peintre et sculpteur arménien.

## Biographie
Son père était le poète Hovhannès Chiraz. Il travailla à la radio et fut membre de l'Union des écrivains de l'Arménie. Selon le poète Artashes Ghazaryan, "Sipan vécut comme un météor".
Il décéda à l"âge de 29 ans et sa tombe est au Panthéon du cimetière central d'Erevan.